# Cîșlița-Prut
Cîșlița-Prut è un comune della Moldavia situato nel distretto di Cahul di 1.271 abitanti al censimento del 2004.